# پاسکوو
پاسکوو (به چکی: Paskov) یک منطقهٔ مسکونی در جمهوری چک است که در ناحیه فریدک-میستک واقع شده‌است. پاسکوو ۱۱٫۷۹ کیلومتر مربع مساحت و ۳٬۹۲۵ نفر جمعیت دارد و ۲۵۶ متر بالاتر از سطح دریا واقع شده‌است.